# Walter Ferreira
Walter Ferreira (Montevideo, 23 de octubre de 1951-Ibídem, 3 de enero de 2016) fue un kinesiólogo uruguayo de distintos cuadros de fútbol de su país.

## Trayectoria
Nació el 23 de octubre de 1951 en Montevideo, concretamente en el barrio del Cerro. Debutó en 1965 en Rampla Juniors. En 1980 llegó a Nacional, club al que estuvo vinculado durante más de cuatro décadas. A partir de 1999, compartió su tiempo con la selección uruguaya. Fue un reconocido profesional que llamaban el “Manosanta”, ya que fue quien recuperó a Luis Suárez para que pudiera jugar en el Mundial 2014. Muchas figuras del deporte uruguayo e internacionales como Diego Armando Maradona han sido algunos de los que el manosanta ha tratado en su carrera y siempre muy halagado por los futbolistas de otros países.
El domingo 3 de enero falleció a los 64 años, tras luchar contra un cáncer. Estaba internado en el CTI de la Asociación Española de Socorros Mutuos.